# Атирка
Атирка — село в Тарском районе Омской области России. Административный центр Атирского сельского поселения.

## История
Основано в 1856 г. В 1928 г. состояло из 72 хозяйств, основное население — русские. Центр Атирского сельсовета Знаменского района Тарского округа Сибирского края.

## Население
| 1926 | 2002 | 2010 |
| ---- | ---- | ---- |
| 357  | ↗960 | ↘881 |